# Bolivaritettix interrupta
Bolivaritettix interrupta är en insektsart som beskrevs av Zheng, Z. och G. Jiang 2002. Bolivaritettix interrupta ingår i släktet Bolivaritettix och familjen torngräshoppor. Inga underarter finns listade i Catalogue of Life.